# Brigata Para-Commando
Il Reggimento operazioni speciali (Special Operations Regiment) è dal 2018 un'unità di forze per operazioni speciali dell'esercito belga, erede della Brigata Para-Commando (in francese e olandese Brigade Para-Commando).
Costituita nel 1952 come reggimento (francese Régiment Para-Commando, olandese Regiment Para-Commando) dalla fusione di due unità distinte create precedentemente, il 1º Battaglione paracadutisti e il 2º Battaglione commando. La formazione fu espansa nell'organico e trasformata in Brigata Para-Commando nel 1991, e ridenominata "Brigata Leggera" nel 2003.
I battaglioni che la componevano furono frequentemente utilizzati in maniera indipendente.
Nacquero come unità di forze speciali costituite dal Belgio nel periodo della seconda guerra mondiale. Il reggimento prima e la brigata poi, furono impiegate in un gran numero di operazioni militari all'estero, agendo come forza di reazione rapida paracadutata e aerotrasportabile e come formazione specializzata per le operazioni più rischiose: i para-commando operarono intensamente nelle ex colonie africane del Belgio, in particolare nella Repubblica Democratica del Congo e in Ruanda, a protezione dei locali residenti belgi, oltre a partecipare a svariate missioni di peacekeeping sotto l'egida delle Nazioni Unite come la missione UNAMIR in Ruanda, le missioni UNITAF, UNOSOM I e UNOSOM II in Somalia, la missione KFOR in Kossovo e ISAF in Afghanistan.

## Storia

### La nascita nel SAS britannico

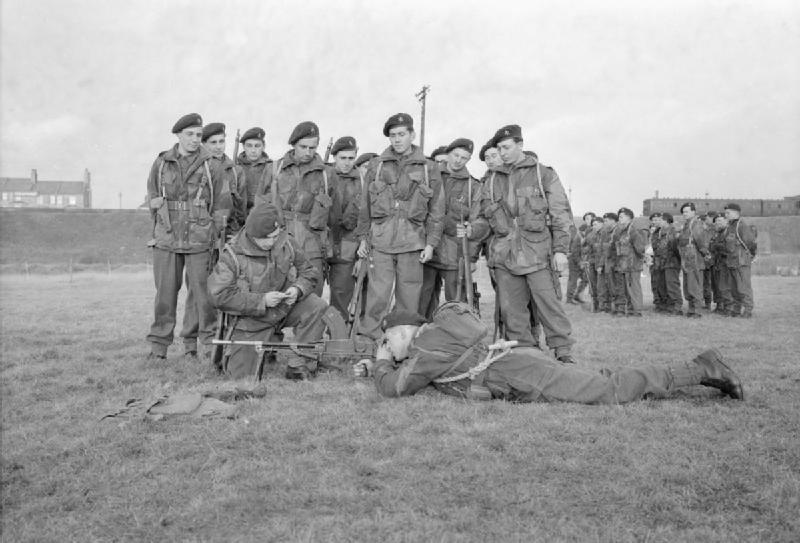
Soldati belgi del No. 10 (Inter-Allied) Commando in addestramento in Inghilterra

La creazione delle prime unità di forze speciali belghe risale al periodo dell'occupazione tedesca del piccolo Stato durante la seconda guerra mondiale: il governo in esilio belga riparato a Londra si diede da fare per riorganizzare proprie forze armate con cui continuare la lotta a fianco degli Alleati, e volontari belgi andarono ad affiancare i reparti di forze speciali appena costituiti dal Regno Unito. Due sono le unità che costituirono gli antecedenti del futuro Reggimento Para-Commando: nel maggio del 1942 le forze belghe in esilio crearono una propria compagnia di paracadutisti, che dopo essere stata aggregata al 3º Battaglione del Parachute Regiment britannico nel gennaio del 1944 fu trasferita alla brigata SAS come 5th Special Air Service, divenendo un'unità motorizzata aviotrasportabile per operazioni dietro le linee nemiche; nell'agosto del 1942 invece un centinaio di volontari della 1ª Brigata di fanteria belga (meglio nota come "Brigade Piron") andarono a costituire una troop del No. 10 (Inter-Allied) Commando, unità di forze speciali costituita sotto l'egida dei British Commandos con contingenti provenienti dai vari paesi occupati dai tedeschi. 

### Il reggimento
Il bagaglio di esperienze di queste due unità non andò perduto nel secondo dopoguerra, quando il Belgio riottenne la sua piena indipendenza e iniziò a ricostruire le sue forze armate nazionali. Il 5th Special Air Service passò dal controllo dell'Esercito britannico a quello belga nel settembre del 1945, e fu rinominato 1º Battaglione paracadutisti (francese 1er Bataillon Parachutiste, olandese 1ste Bataljon Parachutisten).
La troop belga del No. 10 Commando assunse il nome di Reggimento Commando il 15 maggio 1945, e dopo essere rientrata in patria nel settembre seguente divenne la prima unità di forze speciali dell'Esercito belga, venendo rinominata Battaglione Commando nell'aprile del 1951 e poi 2º Battaglione Commando nel 1955.
Le due unità furono poi riunite sotto un'unica struttura di comando nel 1952, dando vita al Reggimento Para-Commando: benché formalmente i due battaglioni continuassero a mantenere i loro appellativi distinti di "paracadutisti" e "commando", entrambe le unità furono addestrate come forze speciali, incaricate di condurre operazioni dietro le linee nemiche. Con quartier generale nella cittadella di Namur, il reggimento fu strutturato su un'unità comando, due battaglioni combattenti e un centro di istruzione congiunto, con una scuola di paracadutismo militare a Schaffen e una per l'addestramento da forze speciali a Marche-les-Dames; il primo comandante del reggimento fu il tenente colonnello George Danloy.

### Gli interventi in Africa
Il primo impiego operativo all'estero per la nuova unità non si fece attendere. Il 13 aprile 1953 una formazione di 44 para-commando riuniti in un "distaccamento da ricognizione" ad hoc fu trasferito nella base aerea di Kamina nella colonia del Congo Belga, per installarvi una scuola di paracadutismo militare e per preparare le installazioni per un più massiccio invio di truppe da attuarsi in seguito; il 9 novembre 1953 una forza di 330 para-commando (una compagnia distaccata da ciascun battaglione più un plotone indipendente di ricognitori) salpò da Anversa alla volta del Congo, dove prese posizione nella base di Kamina: l'unità fu designata come forza di reazione rapida, a disposizione delle autorità per mantenere l'ordine e reprimere disordini e sommosse, in un periodo di forti tensioni per via dell'affermarsi nelle colonie belghe dei primi movimenti indipendentisti locali.

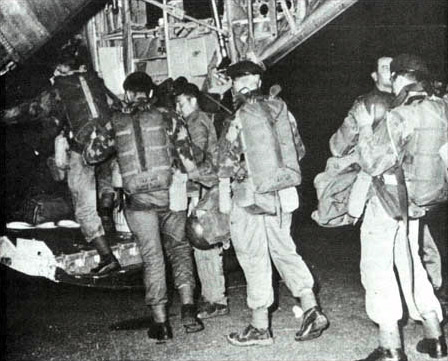
Para-commando belgi salgono su un aereo nella base di Kamina in vista di un'operazione in Congo

Con l'intensificarsi dei disordini nel corso degli anni 1950, entrambi i battaglioni di para-commando furono rischierati al completo in Congo; visti i crescenti impegni, il 1º settembre 1955 venne creato a Kamina da quadri distaccati dai due battaglioni il nuovo 3º Battaglione paracadutisti, il quale raccolse l'eredità e le tradizioni del battaglione di fanteria belga che aveva combattuto a fianco delle forze delle Nazioni Unite durante la guerra di Corea (Corpo dei Volontari per la Corea), rimpatriato e sciolto nel medesimo periodo. Dopo estesi disordini nella capitale Léopoldville il 10 gennaio 1959 e l'approssimarsi dell'indipendenza del Congo, il 2 aprile seguente venne formato con ufficiali distaccati dal 2º Battaglione e reclute appena arrivate dalla madrepatria un ulteriore 4º Battaglione Commando, prima dislocato nella base di Kitona vicino Léopoldville ma poi ricollocato nell'aprile del 1960 nella colonia del Ruanda-Urundi più a est.
Nel maggio del 1960 seguirono poi un 5º Battaglione paracadutisti (unità di riserva per gli altri battaglioni) e un 6º Battaglione Commando (che rimpiazzò il 4º nel presidio della base di Kitona), portando la forza del reggimento a cinque battaglioni combattenti e uno di riserva per un totale di circa 3.000 uomini (di fatto una brigata).

#### Gli scontri dopo l'indipendenza del Congo
La proclamazione dell'indipendenza del Congo il 30 giugno 1960 fu immediatamente seguita da un periodo di forti disordini nel paese: le istituzioni statali erano troppo deboli e impreparate, lacerate da continui dissidi tra le varie componenti etniche della popolazione, e la situazione si aggravò ai primi di luglio quando ampi contingenti della forza armata congolese (Force Publique), rimasti senza guida dopo la partenza degli ufficiali belgi, si ammutinarono prendendo d'assalto e saccheggiando i quartieri abitati da europei. I battaglioni di para-commando dislocati in Congo furono subito inviati a disarmare i reparti congolesi e fornire protezione all'evacuazione dei residenti bianchi: le truppe belghe intervennero a Elisabethville e Luluabourg il 10 luglio, a Matadi l'11 luglio, a Léopoldville il 13 luglio e in decine di altre località in giro per il paese. Benché ufficialmente motivato con l'esigenza di proteggere l'evacuazione dei civili europei, l'intervento militare belga venne vissuto dal governo congolese come un tentativo di restaurare l'antico dominio coloniale,  soffocare l'appena acquisita indipendenza e sostenere la ricca regione secessionista del Katanga, e dopo proteste internazionali per l'intervento, il Consiglio di Sicurezza adottò il 14 luglio 1960 la risoluzione 143, con la quale si chiedeva l'immediato ritiro delle truppe di Bruxelles; entro il 23 luglio seguente tutti i reparti belgi furono ritirati dal Congo, venendo rimpiazzati dai caschi blu dell'appena costituita missione ONUC.

#### L'impiego in Ruanda
Il 4º Battaglione Commando rimase dislocato nel Ruanda-Urundi, ancora amministrato dal Belgio, per mantenere l'ordine e preservare la pace tra le comunità degli Hutu e dei Tutsi, profondamente ostili tra loro; il battaglione fu anche impiegato per preservare la frontiera tra la colonia e il confinante Congo indipendente, scontrandosi con reparti congolesi che tentavano di sconfinare. Il 6º Battaglione Commando fu schierato a Bujumbura nell'agosto del 1960, finché non ne venne deciso lo scioglimento il 31 dicembre seguente; quando il 1º luglio 1962 anche il Ruanda-Urundi proclamò l'indipendenza dal Belgio come due nazioni separate (Regno del Ruanda e Regno del Burundi), la funzione strategica del 4º Battaglione Commando ebbe termine e il 1º ottobre 1962 anche questa unità venne sciolta.

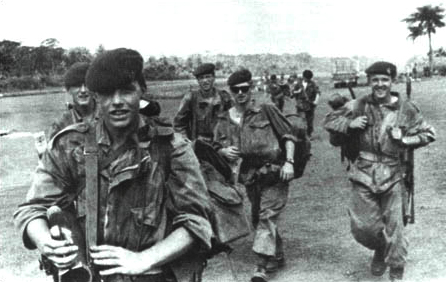
Para-commando belgi ripresi durante l'operazione Drago Rosso a Stanleyville nel 1964

Rientrato in patria dopo l'esperienza nelle colonie, il Reggimento Para-Commando fu riorganizzato e riequipaggiato per essere impiegato in Europa, a fianco del contingente belga assegnato alla NATO. Il 1º marzo 1963 venne creata una compagnia anticarro indipendente, basata su una sezione comando e tre plotoni dotati di jeep armate di missili ENTAC di produzione francese (rimpiazzati poi a partire dal 1979 con i più moderni MILAN).

#### Nella rivolta dei Simba
Anche dopo l'indipendenza delle colonie belghe, il reggimento fu richiamato più volte a svolgere compiti operativi in Africa. Nel gennaio del 1964 la Rivolta dei Simba, di stampo maoista, interessò le regioni orientali del Congo, con i ribelli, denominati Simba (la parola swahili per "leone"), che si impossessarono di varie importanti città dando vita all'effimera repubblica libera del Congo. Sostenuto da generosi aiuti militari da parte degli Stati Uniti e rinforzato da contingenti di mercenari europei, l'esercito nazionale congolese lanciò una massiccia controffensiva nel settembre del 1964, riguadagnando molto terreno; i ribelli sequestrarono allora diverse centinaia di cittadini europei che si trovavano nei territori da loro controllati (principalmente missionari e belgi ivi residenti), trattenendoli come ostaggi e minacciando di ucciderli se l'offensiva dei governativi non fosse cessata.
Il governo congolese si rivolse a Stati Uniti e Belgio per avere assistenza, e il 24 novembre 1964 venne lanciata l'operazione Drago Rosso: 350 paracadutisti belgi (il 1º Battaglione rinforzato da una compagnia del 2º Battaglione) guidati dal colonnello Charles Laurent si lanciarono da aerei da trasporto della 322d Airlift Division statunitense sull'aeroporto di Stanleyville, impossessandosi poi della città; messa al sicuro Stanleyville, più tardi quel pomeriggio altri para-commando furono portati in volo a Paulis, dove furono soccorsi altri ostaggi. In totale i para-commando misero in salvo più di 2.000 ostaggi dei Simba, subendo perdite minime.

#### Negli anni '70

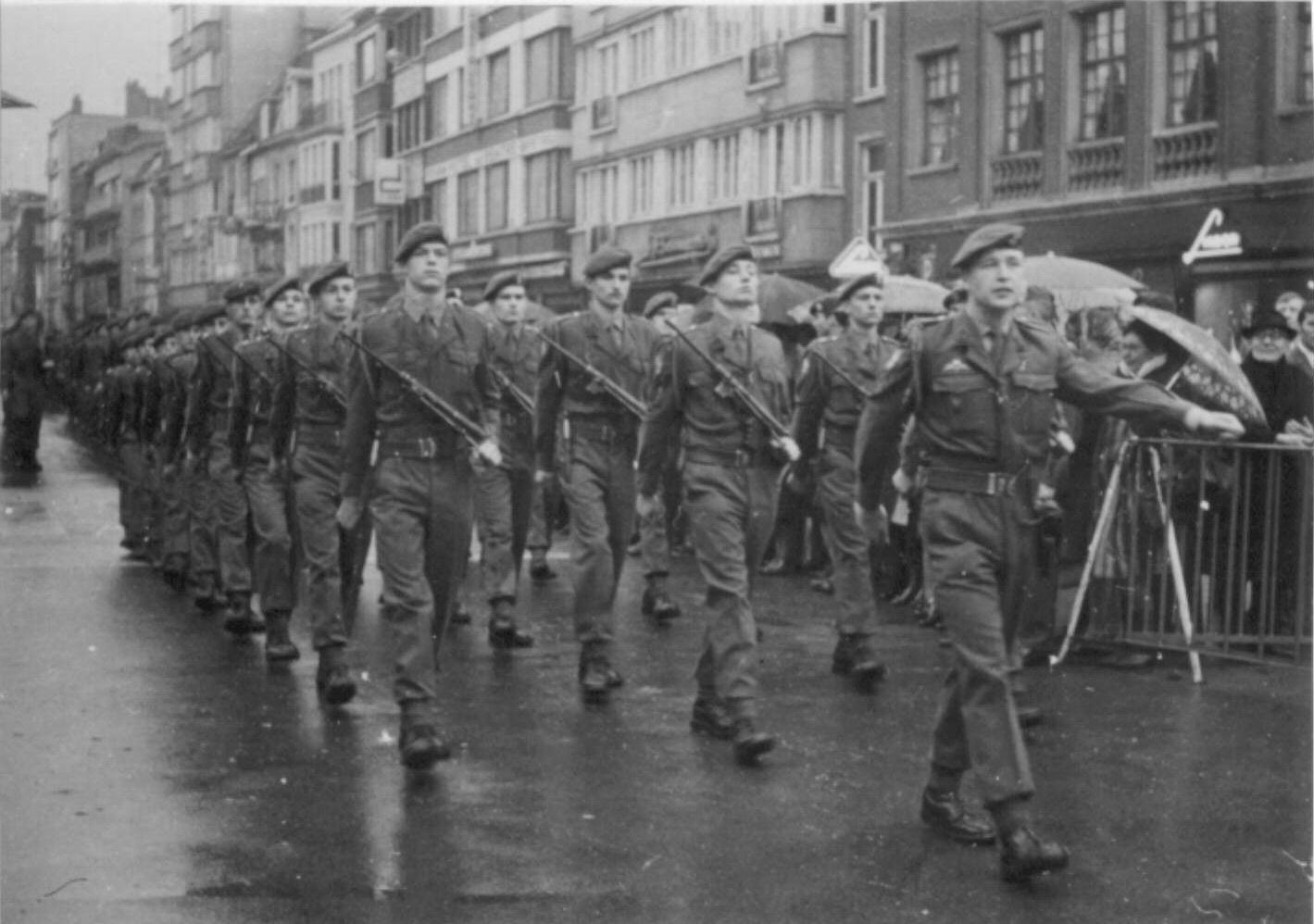
Il 3º Battaglione sfila in parata a Courtrai nel 1971

All'inizio del 1970 il 4º Battaglione Commando venne riattivato come unità di riservisti del reggimento, tenuto a quadri in tempo di pace e mobilitato solo in caso di guerra o grave emergenza.
Nel maggio del 1973 fu creata una batteria di artiglieria aviotrasportabile aggregata al reggimento, dotata di sei obici da 105 mm M101. La componente operativa rimase basata sul 1º e 3º Battaglione paracadutisti e sul 2º Battaglione Commando, ognuno strutturato su una compagnia comando e servizi e tre compagnie combattenti; ogni battaglione aveva inoltre un plotone da ricognizione dotato di jeep armate di mitragliatrici affiancate poi, dal 1973, da alcuni veicoli corazzati leggeri CVR (T) di produzione britannica: il 1º settembre 1975 queste unità furono poi riunite in uno squadrone reggimentale indipendente.
Tra l'agosto e il settembre del 1973 intanto forze belghe furono inviate in Niger per fornire protezione a una missione umanitaria incaricata di distribuire viveri alla popolazione locale, afflitta da una pesante carestia; nel marzo del 1974 la missione fu ripetuta e tutti e tre i battaglioni del Reggimento Para-Commando a rotazione fornirono piccoli distaccamenti per scortare i carichi umanitari belgi.
Nel maggio del 1978 una nuova crisi si aprì in Congo (ora Zaire) quando miliziani del Fronte di Liberazione Nazionale del Congo catturarono la cittadina di Kolwezi prendendo in ostaggio quasi 3.000 cittadini europei e statunitensi; il governo zairese si dimostrò incapace di organizzare una missione di soccorso, e ancora una volta si rivolse ai suoi alleati. La mattina del 19 maggio aerei statunitensi lanciarono su Kolwezi il 2e Régiment étranger de parachutistes della Legione straniera francese, che si impossessò della città dopo un duro scontro;. A Kamina giunsero i 1.180 paracommando belgi del colonnello Rik Depoorter, arrivati nel pomeriggio del 19 maggio insieme a un gruppo di dieci C-130 dell'Aviazione belga e un ospedale da campo mobile.
Il 20 maggio ai legionari francesi per il rastrellamento della città si unì un distaccamento di belgi (metà del 2º Battaglione Commando e la compagnia anticarro reggimentale). Completata l'occupazione della città, i belgi curarono e protessero l'evacuazione dei 2000 ostaggi liberati. 160 furono i corpi di civili ritrovati. Un battaglione belga restò a Kamina fino in luglio.
Ancora nel febbraio del 1979 il 2º Battaglione Commando fu schierato in Zaire nella base di Kitona per un periodo di sei settimane, sia come forza di dissuasione per ulteriori attacchi dei ribelli che per fornire addestramento specializzato ai reparti di paracadutisti zairesi.

### La brigata e le missioni umanitarie
Nel 1991 il Reggimento fu riclassificato come Brigata e rinforzato con l'aggiunta di una compagnia di genieri, una compagnia logistica e (dal 1994) una batteria antiaerea con lanciatori per missili terra-aria MBDA Mistral; la compagnia anticarro e lo squadrone da ricognizione vennero fusi nel maggio del 1994 per dare vita al 3º Battaglione lancieri paracadutisti, un'unità motorizzata. Nel corso degli anni 1990 le unità della nuova brigata furono quindi intensamente impegnate in una serie di missioni sotto l'egida delle Nazioni Unite.

#### La missione Unamir
Con lo scoppio della guerra civile in Ruanda tra Hutu e Tutsi nell'ottobre del 1990, il 2º Battaglione commando fu inviato con urgenza nel paese per evacuare i residenti europei presenti nella nazione. Dopo la firma di una precaria tregua tra le due fazioni nel luglio del 1993 (accordi di Arusha), le Nazioni Unite stanziarono una propria missione di stabilizzazione nel paese (Missione di assistenza delle Nazioni Unite per il Ruanda o UNAMIR) e l'intero 1º Battaglione paracadutisti rappresentò il grosso del contingente belga assegnato all'operazione; il 1º Battaglione fu rimpiazzato dal 2º nel marzo del 1994, poi raggiunto anche dalla batteria di artiglieria reggimentale e dalla compagnia anticarro.
La morte del presidente ruandese Juvénal Habyarimana il 6 aprile 1994 provocò uno scoppio improvviso di violente ostilità e una ripresa del conflitto, con attacchi di massa degli Hutu contro le comunità Tutsi e la commissione di veri e propri atti di genocidio: il 7 aprile una folla inferocita assalì la residenza del primo ministro Agathe Uwilingiyimana e la trucidò insieme alla sua scorta di cinque caschi blu ghanesi e dieci para-commando belgi del 2º Battaglione; il massacro, la più elevata uccisione di militari belgi in un singolo episodio dalla seconda guerra mondiale, spinse il governo di Bruxelles a ordinare l'immediato ritiro del suo contingente dal Ruanda, una decisione molto controversa e contestata.

#### In Somalia, Gabon e Kosovo
Le truppe belghe non presero parte alla guerra del Golfo del 1990-1991, ma tra il maggio e il giugno del 1991 distaccamenti della Brigata Para-Commando parteciparono all'operazione Provide Comfort, recapitando aiuti umanitari alle popolazioni del nord dell'Iraq; nel settembre-novembre dello stesso anno la compagnia anticarro fu inviata nuovamente in Zaire per svolgere operazioni umanitarie e di sicurezza durante un periodo di disordini nel paese, con una compagnia del 2º Battaglione preposizionata a Libreville in Gabon nell'eventualità di una evacuazione dei civili europei, poi non dimostratasi necessaria.

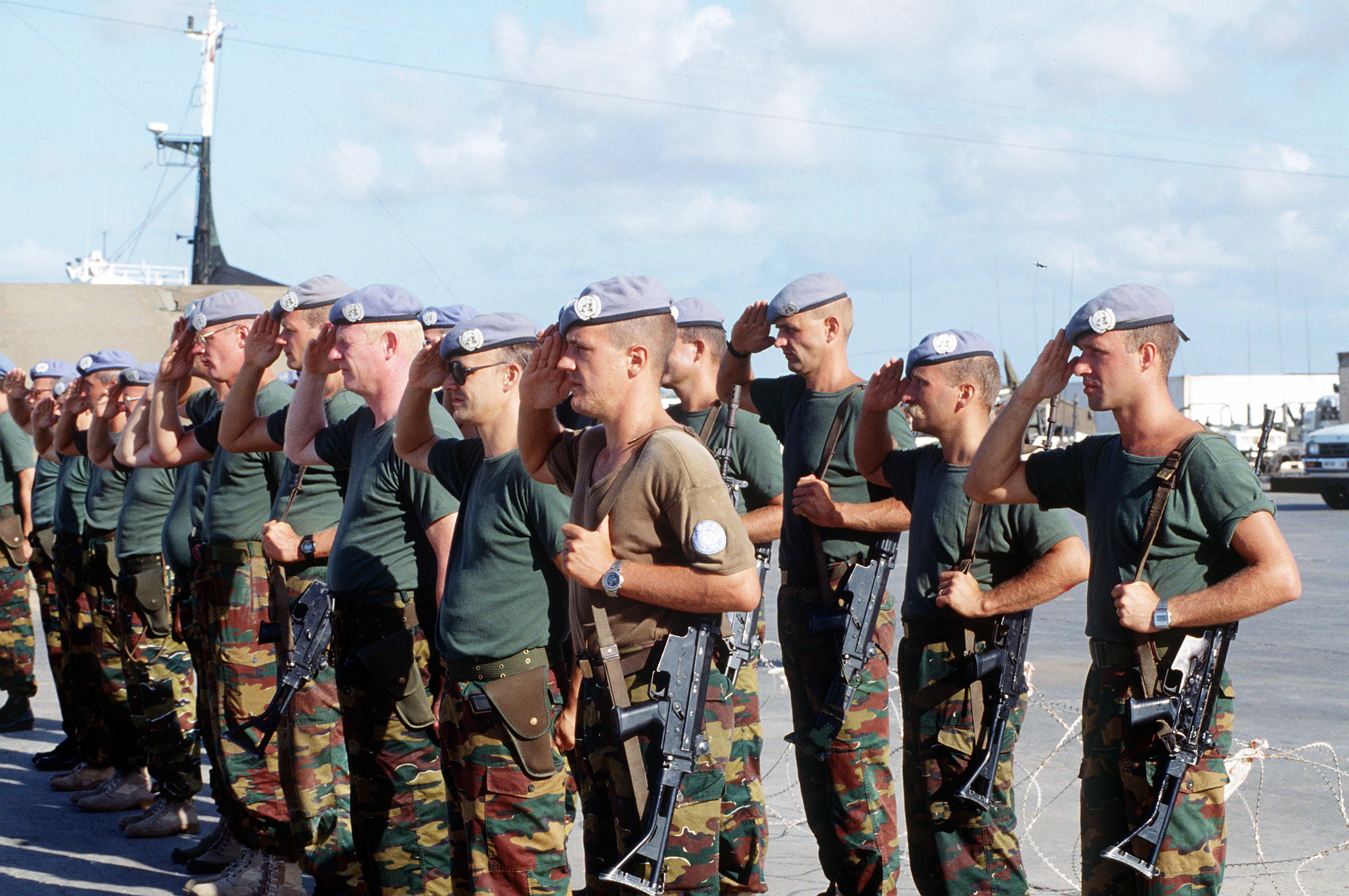
Para-commando belgi assegnati alla missione UNOSOM II in Somalia

Tra il 1992 e il 1993 tutti e tre i battaglioni combattenti della brigata, unitamente alla batteria di artiglieria e alla compagnia anticarro, furono fatti ruotare nei contingenti internazionali dispiegati in Somalia, sconvolta da una feroce guerra civile: il 1º Battaglione prese parte alla missione UNITAF, il 2º Battaglione alla missione UNOSOM I e il 3º alla missione UNOSOM II; due militari del 3º Battaglione furono arrestati con l'accusa di aver malmenato un bambino somalo durante la loro permanenza nel paese, e benché poi assolti l'episodio suscitò molto scalpore.
Dopo un nuovo invio di un distaccamento in Zaire tra l'aprile e il giugno del 1997 per evacuare i civili europei dopo l'inizio della prima guerra del Congo, tra l'aprile e il luglio del 1999 il 2º Battaglione fu schierato a Durazzo in Albania per fornire protezione e assistenza ai profughi in fuga dal Kosovo; dopo la conclusione della guerra del Kosovo, tra il novembre del 2002 e l'aprile del 2003 il battaglione fece parte del contingente belga assegnato alla missione KFOR, svolgendo incarichi di sorveglianza e sicurezza nella regione di Leposavić nel nord.

### La Brigata  Leggera
La Brigata Para-Commando venne sciolta nel settembre del 2003, nell'ambito di una vasta opera di riorganizzazione delle forze terrestri belghe. Il 3º Battaglione lancieri paracadutisti fu sciolto e i suoi componenti integrati nel Reggimento guide e nel nuovo Groupe des Forces spéciales, l'unità di guerra non convenzionale dell'Esercito belga.
Il 1º e il 3º Battaglione paracadutisti e il 2º Battaglione commando furono riuniti sotto l'egida della "Immediate Reaction Cell", struttura di comando delle dimensioni di una brigata, seppur priva delle unità d'appoggio normalmente previste per una simile unità; la batteria d'artiglieria e antiaerea e le compagnie genieri e logistica furono sciolte o riassegnate ad altri battaglioni dell'esercito belga. È intervenuta in Afghanistan nell'ambito della missione ISAF.

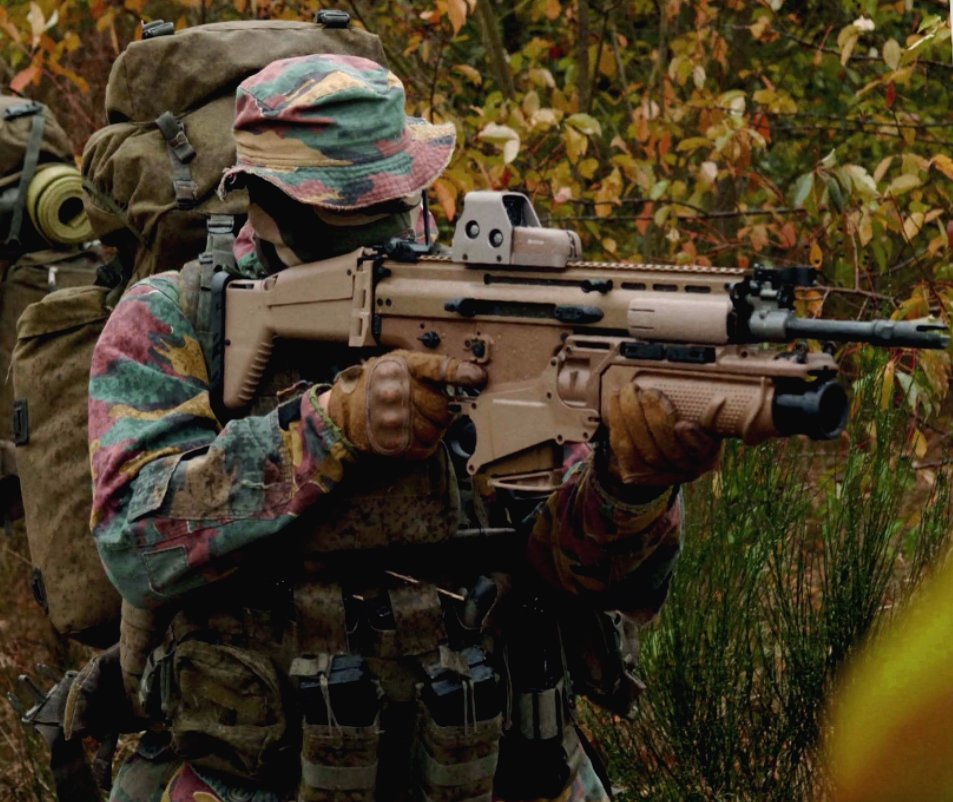
Incursore del Groupe des Forces spéciales

Ridenominata "Brigata Leggera" (Brigade légère) ha raggruppato tutto il personale in tre battaglioni di fanteria aviotrasportata, con il suo quartier generale a Evere.  I battaglioni erano posizionati come segue:
- 1º battaglione paracadutisti a Diest (sciolto il 1º luglio 2011 e le sue truppe distribuite tra gli altri due battaglioni)
- 2º battaglione commando a Flawinne
- 3º battaglione paracadutisti a Tielen

### Il reggimento operazioni speciali
La Brigata leggera è stata ridenominata il 3 luglio 2018 "Special Operations Regiment", e oltre ai due battaglioni, ha acquisito il "Gruppo forze speciali". Il quartier generale si è trasferito a Heverlee.

## Organizzazione
Questi i reparti che nel tempo hanno fatto parte dell'unità:
- 1º battaglione paracadutisti (1951-2011)
- 2º battaglione commando (1955-oggi)
- 3º battaglione paracadutisti (1955-oggi)
- 4º battaglione commando (1959-1962, in riserva 1970-1994)
- 5º battaglione paracadutisti (1960-1994)
- 6º battaglione commando (1960-1962, in riserva 1962-1994)
- Compagnia anticarro (1963-1994)
- Batteria d'artiglieria (1974-2010)
- Squadrone di ricognizione (1975-1994)
- Compagnia genieri (1991-2003)
- Batteria antiaerea (1994-2003)
- 3º battaglione lancieri paracadutisti (1994-2003)

### Attuale
- 2º battaglione commando
- 3º battaglione paracadutisti
- Gruppo forze speciali (erede delle tradizioni del 1º battaglione paracadutisti)
- 6º gruppo sistemi di comunicazione